# Phenacobius uranops
Phenacobius uranops és una espècie de peix cipriniforme de la família dels ciprínids.

## Morfologia
Els mascles poden assolir els 12 cm de longitud total.

## Distribució geogràfica
Es troba als Estats Units: Kentucky, Virgínia, Tennessee, Geòrgia i Alabama.